# Pteleós
Pteleós (Pteleos) är en ort i Grekland.   Den ligger i prefekturen Nomós Magnisías och regionen Thessalien, i den centrala delen av landet, 140 km nordväst om huvudstaden Aten. Pteleós ligger 126 meter över havet och antalet invånare är 1 140.
Terrängen runt Pteleós är kuperad. Havet är nära Pteleós åt nordost.  Närmaste större samhälle är Pelasgía, 15,1 km sydväst om Pteleós. 